# Geranomyia terpsis
Geranomyia terpsis is een tweevleugelige uit de familie steltmuggen (Limoniidae). De soort komt voor in het Neotropisch gebied.